# 김동희 (1978년)
김동희(1978년 6월 6일 ~ )은 대한민국의 배우이다.

## 학력
- 동아방송대학 방송연예학과 (졸업)

## 출연작

### 드라마
- 《계백》 (MBC, 2011년) - 은상 역
- 《이글이글》 (SBS플러스, 2010년) - 김동희 역
- 《파스타》 (MBC, 2010년) - 서유식 역
- 《드라마시티》 (KBS2, 2010년)
- 《선덕여왕》 (MBC, 2009년) - 왕윤(천시원도) 역

### 영화
- 《퍼펙트 게임》 (2011년) : 정영기 역
- 《연평해전》 (2015년) : 권기형 상병 역

### 방송
- 《천하무적 야구단》 (KBS2)

### 뮤직비디오
- 헤리티지 - 스타라이트

## 가족관계
- 어머니 : 김현숙
- 누나 : 김혜성
- 누나 : 김혜수 (1970년 9월 5일 ~)
- 형  : 김동현 (1974년 12월 25일 ~)
- 형  : 김동훈
- 배우자 : 비연예인 일반인 여성
  - 딸: 김연수